# ニューモシスチス・イロベチイ
- プネウモキスチス[1]
- ニューモシスティス[2]
- ニューモシスチス[3][4]

- イロベチイ[5][6]
- イロベチー[7]
- イロベチ[8]
- イロヴェチ[9]
- イロヴェッツィ[4]

ニューモシスチス・イロベチイ (Pneumocystis jirovecii) はニューモシスチス属（プネウモキスチス属）に属する子嚢菌の一種である。ヒトにおけるニューモシスチス肺炎の起因菌であり、後天性免疫不全症候群 (HIV/AIDS) など免疫不全状態における日和見感染で広く知られるようになった。この菌の名前は、1952年にヒトでのニューモシスチス肺炎流行を報告したチェコの寄生虫学者、オットー・イロヴェツ (Otto Jírovec) に因むものである。イロベチイはその他の真菌症と異なり、一般的な抗真菌薬の多くが無効で、原虫症の治療に用いられるST合剤やアトバコン、ペンタミジンに感受性を持つ。
学名には P. jiroveci と P. jirovecii の2者が混在しているが、これはかつて原虫の一種と考えられており、国際動物命名規約が採用されていたためである。1909年にシャーガス病へ名を残すブラジルの微生物学者カルロス・シャーガスが発見した後、新種の原虫として同定され、1912年にイタリアの微生物学者アントニオ・カリニの名前を取って「ニューモシスチス・カリニ」(Pneumocystis carinii) と命名された。その後、18S rRNAの解析などにより真菌であることが判明したほか、旧来「ニューモシスチス・カリニ」として知られてきた菌はラットを宿主とする別菌種だと分かり、現在の「ニューモシスチス・イロベチイ」へと改名された。現在の学名は、真菌であることから国際藻類・菌類・植物命名規約を採用した P. jirovecii とすることが一般的である。
学名の発音について、2002年には “yee row vet zee”（イロヴェツィ）、2017年には[nooʺmo-sisʹtis yeʺro-vetʹze]との論文が出されている。その日本語転記については多くが入り混じっているが、この記事では日本医真菌学会の表記に従い、「ニューモシスチス・イロベチイ」と表記する。

## 生活環
イロベチイはヒトに対する絶対寄生菌で一般的培養が行えず、ラットやマウスなど他の実験動物にも感染させられないことから、生活環は全容解明されていない。しかしながら顕微鏡観察などで、シスト（嚢子、cyst）と栄養体（栄養型、trophozoite）、プレシスト（前嚢子、precyst）と少なくとも3つの発育形があることが分かっている。この内多くを占めるのはシストと栄養体のふたつで、シスト内の胞子が発芽して栄養体に変わるほか、栄養体自身も分裂して増殖する。イロベチイは当初原虫として同定され、真菌に再分類されるまでには長い議論があったため、生活環に関する仮説には原虫を想定したものも多いという。
イロベチイの栄養体は、分裂酵母 (Schizosaccharomyces pombe) などでいう栄養増殖 (vegetative state) と同等だと考えられている。栄養体は単細胞で多葉の肉質虫様形態（アメーバ状）を取っており、宿主細胞と強く結合する。球状のシストは、やがて厚い細胞壁を有するようになり、子嚢状のシスト内で8つの胞子（スポロゾイトとも）ができた後、シスト壁の破裂と共に外へ放出される。胞子放出（脱シスト）後、シストは三日月状に潰れ、染色した組織で確認できることもある。遺伝子型は、栄養体で1倍体であり、その後融合して2倍体の接合子を作り、減数分裂と有糸分裂を経て8核のプレシストとなる（その後、プレシストが成熟してシストとなる）。
ニューモシスチス属は一般に、その種の寄生宿主である哺乳類の肺胞上皮細胞外で観察される。イロベチイの宿主は前述の通りヒトである。

## 病原菌として
ニューモシスチス肺炎は、後天性免疫不全症候群 (HIV/AIDS) 患者や、臓器移植後などで免疫抑制状態にある患者（易感染宿主）に日和見感染を起こすことから医学的に重要な菌である。正常な免疫状態のヒトでは常在菌として存在しており、元は経気道的に感染すると考えられている。発症後の予後については、非AIDS患者の方が進行が早く、致死率も高いとされている。これは、ニューモシスチス肺炎の病態がイロベチイに対する過剰免疫で二次的に起こる肺障害であり、免疫機構が破綻しているAIDS患者では反応そのものが起きにくいためと考えられる。また、AIDS患者ではCD4陽性Tリンパ球（ヘルパーT細胞）が200個/μL未満になると発症しやすい一方で、非AIDS患者では必ずしも完全な免疫抑制状態でなくても発症し得ることが知られている。
ニューモシスチス肺炎の肺組織には、グロコット染色が有用である。組織像は急性びまん性間質性肺炎と同様で、硝子膜が形成され、II型肺胞上皮細胞が増生しているほか、肺胞内にはHE染色で好エオジン性に染まる泡沫状滲出物が見られる。
イロベチイは一般的な抗真菌薬の多くが無効だが（但しシストはキャンディン系の一部に部分的感受性を示す）、これは細胞膜に含まれるのがエルゴステロールではなくコレステロールであるためである。原虫症治療に用いられるST合剤やアトバコン、ペンタミジンに感受性を持つ。またジアフェニルスルホン（ダプソン）も用いられている。

## 学名の由来
当初は宿主特異性が知られておらず、ラット・ヒト由来株に対し、まとめて「ニューモシスチス・カリニ」(Pneumocystis carinii) との学名が与えられていた。「ニューモシスチス・イロベチイ」(Pneumocystis jiroveci) との名前が初めて提唱されたのは1976年のことで、J・K・フレンケルはヒト由来株をラット由来株と別種として命名するよう提案した。この名前はチェコの寄生虫学者、オットー・イロヴェツ (Otto Jírovec) に因むもので、彼は1952年にヒトのニューモシスチス肺炎流行を報告した人物である。DNA解析の結果、ヒト由来株とラット由来株の間に大きな差異があると分かり、この名前は1999年に再提案されて広く使われるようになった。種小名の発音について、ストリンガーら（2002年）は "yee row vet zee"（イロヴェツィ）、ヘンリー（2017年）は[nooʺmo-sisʹtis yeʺro-vetʹze]としている。日本語転記には多くの表記揺れがあるが、2007年に日本医真菌学会は「Pneumocystis jiroveciiについては未だに日本語表記が定まっていないために臨床的あるいは教育的に混乱を来しております。そのため、我が国の医真菌学領域を代表する本学会において本菌に対する日本語表記を決定することを、日本細菌学会および日本医学会から求められました」と発表し、パブリックコメントを経て「ニューモシスチス・イロベチイ」表記を採用した。
当初、ニューモシスチスは原虫と考えられており、その命名規則には国際動物命名規約が採用されていた。国際動物命名規約に従った場合、iを重ねない P. jiroveci が正しい学名となる。その後真菌へ再分類されたことから、国際藻類・菌類・植物命名規約が採用され、学名は i を重ねる Pneumocystis jirovecii へと変更された。現在国際藻類・菌類・植物命名規約では、1976年の論文を命名の典拠として認め（これにより1999年の再提案は命名典拠としては不要になった）、さらに規約中の第45条・用例7 (Article 45, Ex 7) で学名変更の一例として触れている。P. jiroveci のタイプ標本（レクトタイプ（選定基準標本）ならびにエピタイプ）は、1960年代に行われたヒトの剖検例から採取されたものだった。現在ヒト由来株に P. carinii との学名を使うことは誤りであるが、この学名はラットからの分離株をタイプ標本として、ラット由来株の学名として用いられている。しかしながら、イロベチイとカリニの種差が遺伝的に証明されたことから、欧米では形態学的な差異が必要だとして学名に異議を唱える学者もいる。
ヒト感染を起こす種の学名変更により、かつて「カリニ肺炎」と呼ばれていた疾患は、「ニューモシスチス肺炎」(Pneumocystis (jirovecii) pneumonia) と改められた。英字では「ニューモシスチス・カリニ肺炎」を意味する "Pneumocystis carinii pneumonia" の頭文字を取って "PCP" という略称が広く使われていたが、学名変更に伴った混乱を避けるため、便宜上頭字語は「ニューモシスチス肺炎」を意味する "Pneumocystis pneumonia" 由来として扱われている。

## ゲノム解析
イロベチイはヒトに対する絶対寄生菌であることから培養不可能である。このためニューモシスチス属のゲノム解析は、多くが実験用ラットに感染させ維持できるニューモシスチス・カリニ (Pneumocystis carinii) の研究に依存していた。その後、18S rRNAやその他の酵素・蛋白質遺伝子の解析で、原虫から真菌中の子嚢菌類に再分類され、同時にヒト感染株とその他の哺乳類に感染する株に大きな遺伝的差異があることが判明した。
現在はニューモシスチス・カリニと、イロベチイなどニューモシスチス属に含まれる他菌種とのゲノム比較ができるウェブサイトも存在する。イロベチイのゲノムは、気管支肺胞洗浄液からのサンプルでシークエンスされた。この論文によれば、イロベチイのゲノムはグアニン・シトシン含有量が少なく、病原性因子、またアミノ酸生合成酵素の多くを欠いていると指摘されている。

## 歴史
初めてニューモシスチス属の存在を報告したのはブラジルの微生物学者カルロス・シャーガスで、彼は1909年に実験動物から見つけたこの生物を報告したが、本人はシャーガス病を引き起こす原虫・クルーズトリパノソーマの生活環の一部だと誤解しており、後にヒト感染するトリパノソーマの一種として両者をまとめ、Schizotrypanum cruzi と名付けて報告した。ニューモシスチス属のシストが同じくブラジルで見つかったのは翌1910年で、報告者はイタリア人微生物学者のアントニオ・カリニだった。1912年には、当時パリのパスツール研究所に勤務していたデラノエ夫妻が、カリニから送られたラットの肺組織切片からニューモシスチスを見つけ、新種の原虫として新しい属を立てることを提案し、カリニの名前を取って「ニューモシスチス・カリニ」Pneumocystis carinii との学名を付けた。
ニューモシスチスがヒト病原体であると分かったのは1942年のことで、オランダ人研究者ファン・デル・メールとブルッフは、先天性心疾患を抱えていた3歳児、また104件の剖検コホートに含まれていた4歳児・21歳成人の計3件を報告した。それから9年後の1951年、チェコスロバキアにあるプラハ・カレル大学のヨゼフ・ヴァニェク (Josef Vaněk) は、ニューモシスチス・カリニが肺炎の起因菌だと診断された子ども16人の肺組織を研究して発表した。翌年、共同研究者だったオットー・イロヴェツが、小児のコホートで間質性形質細胞性肺炎の流行を調べ、カリニは新生児の間質性肺炎の原因であると発表した。
その後の研究により、ヒトから分離したニューモシスチス株はラットなどの実験動物に感染させられないこと、またラット由来株とは生理学的差異や病原性因子の違いがあることが分かり、1976年にフレンケルからヒト病原性株は1つの独立種であるという論文が出された。彼はこの種をPneumocystis jiroveci（ニューモシスティス・イロヴェチ）と名付けた（現在は「イロベチイ」P. jirovecii と改称。詳しくは#学名の由来参照）。ヒト感染株を「イロベチイ」と改称することには長年の議論があり、現在でも論文上は両者が混在している。その一方で、「イロベチイ」という名前はヒト病原体に限って使われているものの、「カリニ」という名前は様々な動物種の病原菌の名前として扱われていた。フレンケルをはじめとした研究者たちは、当初ニューモシスチスを原虫と考えていたが、1988年にはリボソームRNA解析から真菌類と示唆されるなど、再分類が考えられるようになった。その後1999年までには真菌であることが確実となり、国際藻類・菌類・植物命名規約に基づく学名へと変更された。最近の研究では、酵母などと同じ子嚢菌門の、特殊でごく原始的な属であることが分かっている。ヒトを含めた霊長類各種で、種固有に感染するニューモシスチスが見つかっており、このことから別種に交差感染はできないこと、またそれぞれの宿主生物と共進化してきたことが推測されている。ニューモシスチス属で学名が付けられたのは、ヒト感染するイロベチイ、ラットに感染するカリニ、マウスに感染する P. murina、ラット由来の別種 P. wakefieldiae、ウサギ由来の P. oryctolagi である。
ヒトからニューモシスチス・カリニが検出されたという論文は、古い分類・学名に基づいたもので（#学名の由来に示した通りイロベチイの名に異議を唱える研究者もいる）、ラット由来のカリニが、実際にヒト感染すると示すものとは言えない。1990年代には、ニューモシスチス属はカリニ1種として、中間階級を設定し異なる哺乳類由来のタクソンを「特別品種」(forma specialis; f. sp.) と扱うことが提案された。例えばヒト由来のものは Pneumocystis carinii f. [or f. sp.] hominis、また原種のラット由来株は Pneumocystis carinii f. [or f. sp.] carinii と呼ばれる。「イロベチイ」の名が認められた後も、一部の研究者はこのタクソンを使用している。
シャーガスが最初に見つけたSchizotrypanum cruziこと「ニューモシスチス」には、固有種として学名が付けられていなかったが、論文精査の結果、ニューモシスチス・カリニであると判明。Redheadらは先名権の問題を回避するためニューモシスチスを国際藻類・菌類・植物命名規約に基づきタイプ指定し、シャーガスが同時に報告したクルーズトリパノソーマを国際動物命名規約に基づきネオタイプ指定した。これにより、Schizotrypanumのタイプ種はクルーズトリパノソーマということになり、ニューモシスチスを問題なく使用できるようになった。
ニューモシスチス属には未発見種が多数あると考えられているが、哺乳類から見つかった未命名種は、直接的な観察というよりは、肺組織や肺胞洗浄液からの分子サンプル分析で発見されている。